# Sébastien Huyghe

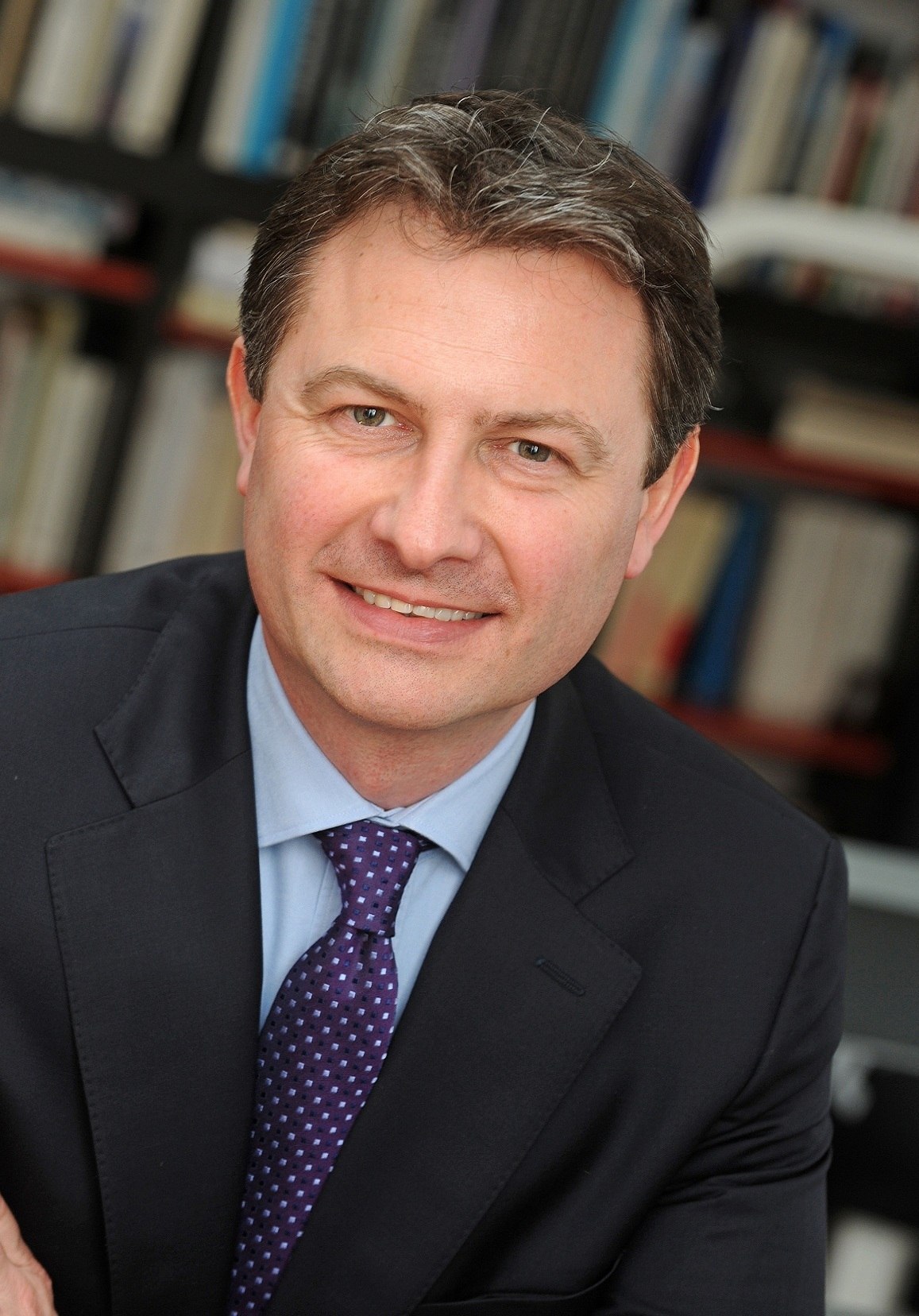
Sébastien Huyghe

Sébastien Huyghe (* 25. Oktober 1969 in Béthune) ist ein französischer Politiker der Les Républicains.

## Leben
Hughe studierte Rechtswissenschaften und ist als Notar tätig. Huyghe ist seit Juni 2002 als Abgeordneter in der Nationalversammlung tätig.
Siehe auch: Liste der Mitglieder der Nationalversammlung der 15. Wahlperiode (Frankreich), Liste der Mitglieder der Nationalversammlung der 14. Wahlperiode (Frankreich), Liste der Mitglieder der Nationalversammlung der 13. Wahlperiode (Frankreich) und Liste der Mitglieder der Nationalversammlung der 12. Wahlperiode (Frankreich)